# Tatsunoko
La Tatsunoko Production (タツノコプロ?, Tatsunoko Puro), spesso abbreviata in Tatsunoko Pro., è una storica piccola (43 dipendenti) casa di produzione di animazione giapponese fondata nell'ottobre 1962 dal leggendario pioniere degli anime moderni Tatsuo Yoshida, assieme ai fratelli Kenji e Toyoharu. Il nome ha il significato di cavalluccio marino, che ha ispirato il logo della società.

## Il successo delle serie della Tatsunoko
La diffusione delle edizioni adattate e tradotte delle loro più celebri serie animate è stata di grande importanza per il successo internazionale degli anime. In particolare la Tatsunoko è celebre per avere reinterpretato "alla giapponese" l'influsso dei fumetti supereroistici americani che nei tardi anni '60 e soprattutto negli anni '70 si affacciarono anche nel paese del Sol Levante (creando fenomeni imitativi che continuano tuttora come ad esempio le serie televisive Toei Sentai); la Tatsunoko applicò la formula 'supereroistica' alla tradizionale animazione disegnata senza scordare però tematiche e pathos particolarmente adatti al pubblico giapponese, creando personaggi indimenticabili (Casshern, Tekkaman, Hurricane Polimar) guadagnandosi il soprannome Casa degli eroi, anche i prodotti rivolti al pubblico dei più piccoli hanno raggiunto la grande distribuzione ed il successo internazionale.

## Anime prodotti
| Edizione giapponese | Edizione giapponese                                                      | Edizione giapponese         | Edizione italiana                   | Edizione italiana   |
| Anno prod.          | Titolo                                                                   | Epis./min.                  | Titolo                              | Anno/episodi        |
| ------------------- | ------------------------------------------------------------------------ | --------------------------- | ----------------------------------- | ------------------- |
| 1965/1966           | Uchū Ace                                                                 |                             |                                     |                     |
| 1967                | Mach Go Go Go                                                            | <52 / 30                    | Superauto Mach 5                    | 1982 / 52           |
| 1967/1968           | Ora Guzura dado                                                          | <88 / 15                    | Il mio amico Guz                    | 1987 / 52           |
| 1969                | Kurenai Sanshiro                                                         | 26 / 30                     | Judo Boy                            | 1980 / ?            |
| 1969                | Hakushon daimaho                                                         | 104 / 15                    | Il mago pancione Etcì               | 1983 / 52           |
| 1970/71             | Inakappe Taisho                                                          | 208 / 15                    | Ugo re del judo                     | 1984 / 104 (30 min) |
| 1970                | Konchū monogatari Minashigo Hutch                                        | <91 / 30                    | Le avventure dell'Ape Magà          | 1980 / 91           |
| 1971                | Kabatotto                                                                | <300 / 3                    | Ippotommaso                         | 1981 / 558          |
| 1972                | Kashi no ki Mokku                                                        | <52 / 30                    | Le nuove avventure di Pinocchio     | 1982 / 52           |
| 1972                | Kaiketsu Tamagon                                                         | 195 / 3                     | Tamagon risolve tutto               | 1981 / 195          |
| 1972 1978 1979      | Kagaku ninjatai Gatchaman Gatchaman II Gatchaman F                       | <105 / 30 <52 / 30 <48 / 30 | Gatchaman                           | 1981 / 85           |
| 1973                | Kerokko Demetan                                                          | <39 / 30                    | La banda dei ranocchi               | 1982 / 38           |
| 1973/74             | Shinzo ningen Cashern                                                    | <35 / 30                    | Kyashan il ragazzo androide         | 1980 / 35           |
| 1973/74             | Boken korobokkuru                                                        | 26/24                       | Gli gnomi delle montagne            | 1983 / 26           |
| 1974                | Konchū monogatari Shin minashigo Hutch                                   | <26 / 30                    | Il ritorno dell'Ape Magà            | 1980 / 26           |
| 1974/75             | Hurricane Polymer                                                        | 26 / 30                     | Hurricane Polymar                   | 1982 / 26           |
| 1974/76             | Tentomushi no Uta                                                        | <104 / 30                   | Coccinella                          | 1985 / 104          |
| 1975                | Uchuu no kishi Tekkaman                                                  | 26 / 30                     | Tekkaman                            | 1979 / 26           |
| 1975/76             | Time Bokan                                                               | <65 / 30                    | La macchina del tempo               | 1983 / 65           |
| 1976                | Gowapper 5 Godam                                                         | 36 / 30                     | Godam                               | 1984 / 36           |
| 1976                | Paul no miracle dai sakusen                                              | <50 / 30                    | Il fantastico mondo di Paul         | 1980 / 50           |
| 1977                | ippatsu Kanta kun                                                        | <54 / 30                    | Il fichissimo del baseball          | 1985 / 53           |
| 1977                | Fuusen shojo Templechan                                                  | 26 / 30                     | Temple e Tam-Tam                    | ? / 26              |
| 1977                | Tobidase! Machine hiryu                                                  | 21 / 22                     | Drago volante (anime)               | 1984 / 21           |
| 1977/79             | Time bokan series Yattaman                                               | 108 / 30                    | Yattaman                            | 1983 / 108          |
| 1979/80             | Toshi Gordian                                                            | 75 / 30                     | Gordian                             | 1981 / 73           |
| 1980                | mori no yoki wa kobitotachi Belfy to Lilibit                             | <26 / 30                    | Belfy e Lillibit                    | 1982 / 26           |
| 1980                | Tondemo senshi Muteking                                                  | <56 / 30                    | Muteking                            | ? / 56              |
| 1980/81             | Time Bokan series Time Patrol tai otasukeman                             | <53 / 30                    | I predatori del tempo               | 1985 / 53           |
| 1981/82             | Dash! Kappei                                                             | <62 / 30                    | Gigi la trottola                    | 1986 / 62           |
| 1981-82             | Time Bokan series: Yattodetaman                                          | 52 / 30                     | Calendar Men                        | 1982 / 52           |
| 1982-83             | Choujiku yosai Macross                                                   | 36 / 30                     | Fortezza Super Dimensionale Macross | 1982 / 36           |
| 1982 1983 1985      | Choujiku yosai Macross Kikososeiki Mospeada Chojiku kidan Southern Cross | 36 / 30 23 / 30 25 / 30     | Robotech                            | 1986 / 84           |
| 1983                | Mirai keisatsu Urashiman                                                 | <52 / 30                    | Ryo, un ragazzo contro un impero    | 1996 / 50           |
| 1983                | Anime Oyako Gekijo                                                       | <26 / 30                    | Superbook                           | 1983 / 26           |
| 1984                | Yoroshiku Mechadock                                                      | <30 / 30                    | A tutto gas                         | 1992 / 30           |
| 1985                | Hono no Alpen Rose Jeudi & Randy                                         | <20 / 30                    | Alpen Rose - Rosa Alpina            | 1983 / 20           |
| 1986                | Hikari no densetsu                                                       | <20 / 30                    | Hilary                              | 1988 / 19           |
| 1989                | Time travel Tondekeman!                                                  | <42 / 30                    | Viaggiando nel tempo                | 1998 / 42           |
| 1989                | Konchū monogatari Minashigo Hutch (remake)                               | <55 / 30                    | Di fiore in fiore con l'Ape Magà    | 2008 / 4            |
| 1989/90             | Tenkū Senki Shurato                                                      | 38 / 24                     | inedito                             | ? / ?               |
| 1990                | Robin Hood no dai boken                                                  | <52 / 30                    | Robin Hood                          | 1991 / 52           |
| 1992                | Shirayuki Hime no Densetsu                                               | <52 / 30                    | La leggenda di Biancaneve           | 1994 / 52           |
| 1992                | Uchuu no Kishi Tekkaman Blade                                            | 42 / 20                     | Teknoman                            | 1997 / 42           |
| 1995/1996           | Shinseiki Evangelion                                                     | 26 / 30                     | Neon Genesis Evangelion             | 2001 / 26           |
| 1996                | Cinderella Monogatari                                                    | 26 / 30                     | Cenerentola                         | 1997 / 26           |
| 1996                | Mach GO GO GO                                                            | 34 / 30                     | Mach GO GO GO                       | ? / ?               |
| 2000                | Kiramekiman                                                              | 26 / ?                      | inedito                             | ? / ?               |
| 2001                | Soul Taker                                                               | 13 / 25                     | Soul Taker                          | 2001 / 13           |
| 2002                | Nurse WITCH KOMUGI-CHAN                                                  |                             |                                     |                     |
| 2003                | Wonder Bebil-kun                                                         | 26 / 30                     | Wonder Bevil                        | 2007 / 26           |
| 2008                | Yattaman 2008                                                            | 108 / 24                    | 2015                                | ? / ?               |
| 2009                | BeyBlade Metal Fight                                                     | 51 / 25                     | BeyBlade Metal Fusion               | 2010 / 51           |
| 2010                | BeyBlade Metal Fight Baku                                                | 51 / 25                     | BeyBlade Metal Masters              | 2011 / 51           |
| 2010                | Konchū monogatari - Mitsubachi Hutch ~Yūki no melody~                    | film / 101                  | La grande avventura dell'Ape Magà   | 2020 / film         |
| 2011                | Sket Dance                                                               | 77 / 24                     | inedito                             | ? / ?               |
| 2011                | Pretty Rhythm: Aurora Dream                                              | 51 / 24                     | Pretty Star - Sognando l'Aurora     | 2014 / 51           |
| 2011                | BeyBlade Metal Fight 4D                                                  | 26 / 25 e 26 / 10           | Beyblade Metal Fury                 | 2012 / 39           |
| 2012                | Pretty Rhythm: Dear My Future                                            | 51 / 24                     | inedito                             | ? / ?               |
| 2013                | Pretty Rhythm: Rainbow Live                                              | 51 / 24                     | inedito                             | ? / ?               |
| 2013                | Yozakura Quartet: Hana no Uta                                            | 13 / 24                     | inedito                             | ? / ?               |
| 2013                | Gatchaman Crowds                                                         | ? / 24                      | inedito                             | ? / ?               |
| 2013                | Triple Combination: Transformers Go!                                     | ? / 24                      | inedito                             | ? / ?               |
| 2013                | Robotech: Love Live Alive                                                | ? / 24                      | inedito                             | ? / ?               |
| 2014                | Wake Up, Girls!                                                          | ? / 24                      | inedito                             | ? / ?               |
| 2014                | Ping Pong the Animation                                                  | 11 / 23                     | Ping Pong the Animation             | 2014 / 11           |
| 2014                | PriPara                                                                  | 140 / 24                    | inedito                             | ? / ?               |
| 2014                | Psycho-Pass 2                                                            | 11 / 24                     | Psycho-Pass 2                       | 2014 / 11           |
| 2015                | Yatterman Night                                                          | ? / 24                      | inedito                             | ? / ?               |
| 2015                | Gatchaman Crowds insight                                                 | ? / 24                      | inedito                             | ? / ?               |
| 2016                | Time Bokan 24                                                            | 24 / 24                     | inedito                             | ? / ?               |
| 2017                | Infini-T Force                                                           | ? / 24                      | inedito                             | ? / ?               |
| 2017                | Idol Time PriPara                                                        | 51 / 24                     | inedito                             | ? / ?               |
| 2018                | Kiratto Pri☆Chan                                                         | 51 / 24                     | inedito                             | ? / ?               |
| 2019                | Egao no daika                                                            | 12 / 24                     | inedito                             | ? / ?               |
| 2019                | King of Prism: Shiny Seven Stars                                         | ? / 24                      | inedito                             | ? / ?               |

## Videogiochi
- Nel 2000 venne pubblicato il videogioco Tatsunoko Fight, in cui compaiono diversi personaggi appartenenti alle serie animate della Tatsunoko.
- Nel 2008, insieme alla Capcom ha prodotto il videogioco di lotta per Wii Tatsunoko vs. Capcom: Ultimate All Stars.
- Nell'inverno 2016, in seguito a una collaborazione tra Team Ninja e Tatsunoko Production, sono stati pubblicati dei costumi DLC in tema per Dead or Alive 5 Last Round.